# Skáldskaparmál

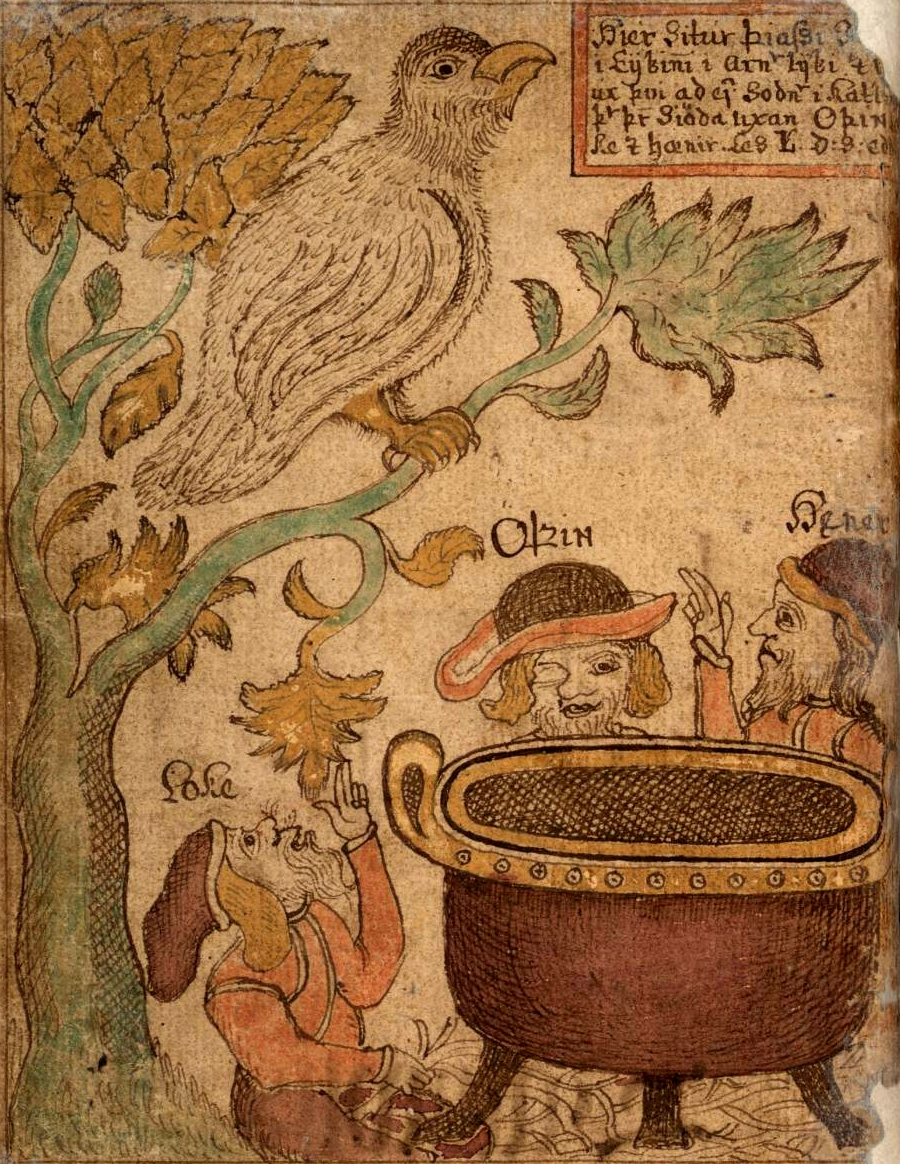
Un des épisodes du Skáldskaparmál avec Odin, Loki, Hoenir et Thjazi en aigle. Manuscrit islandais de l'institut Árni Magnússon.

Le Skáldskaparmál ou Skaldskaparmal (« dits sur la poésie » en vieux norrois) est la deuxième partie de l'Edda de Snorri Sturluson. Un dialogue entre Ægir et le dieu de la poésie Bragi est le prétexte d’une large présentation de kenningar (périphrases) et de heiti (synonymes). L’explication de ces kenningar permet à Snorri de conter de nombreux récits mythologiques ou héroïques.

## Présentation
Le dialogue a pour cadre un somptueux banquet donné par les Ases en l'honneur d'Ægir, ici présenté comme un magicien venu de l'île de Hlésey. Lors du repas, Bragi donne à son voisin de table de longues listes de heiti et de kenningar, et lui raconte de nombreuses histoires permettant d’en expliquer l’origine. 
Certaines appartiennent à la mythologie : l'enlèvement d'Idun par Thjazi, et comment Skadi se choisit Njörd pour époux, l’origine et le vol de l'hydromel poétique, les combats de Thor contre les géants Hrungnir et Geirröd ou encore la fabrication des objets précieux des dieux. D’autres sont relatives à des héros ou à des rois légendaires : Snorri résume ainsi toute l’histoire de Sigurd et des Völsungar. Il évoque aussi les rois Fródi et Hrólf Kraki, ainsi que la Hjadningavíg.
Les kenningar qui figurent dans le Skáldskaparmál sont empruntées à d’anciens scaldes. Parfois, Snorri ne se contente pas de citer une kenning, mais rapporte de longs extraits de poèmes permettant de les expliquer : sont ainsi citées la Haustlöng de Thjódólf des Hvínir, la Thórsdrápa d'Eilíf Godrúnarson et la Ragnarsdrápa de Bragi Boddason. Figure aussi dans le Skáldskaparmál un poème considéré comme faisant partie de l'Edda poétique bien qu'il ne figure pas dans le Codex Regius : le Gróttasöngr.
Le Skáldskaparmál s’achève sur des listes de heiti. Sa dernière partie se présente sous forme de thulur (listes de noms et heiti versifiées et utilisant des moyens mnémotechniques) : sont ainsi présentées les différentes manières de désigner les dieux, les géants, les hommes et les femmes, la bataille et les armes, et enfin les éléments naturels.
Les noms de Valkyries sont mentionnés dans le Nafnaþulur qui est une section de la partie Skáldskaparmá de l'Edda de Snorri qui n'est pas édité dans les versions récentes.

## Intérêt
Les récits mythologiques et héroïques évoqués dans le Skáldskaparmál ne nous sont le plus souvent parvenus que grâce à Snorri : sans eux, de nombreuses allusions contenues dans les poèmes scaldiques ou eddiques resteraient obscures. De même, les poèmes cités auraient été perdus s’ils n’avaient figuré dans le Skáldskaparmál.

### Source
- Snorri Sturluson, L'Edda [détail des éditions]